# District d'Oda
Le district d'Oda (小田郡, Oda-gun) est un district de la préfecture d'Okayama au Japon.
Au 1er février 2015, sa population était de 14 410 habitants pour une superficie de 90,62 km2 et une densité de population de 159 habitants au km2.

## Commune du district
- Yakage